# 源動力
源動力（げんどうりょく）は、中華人民共和国の女性アイドルグループ、SNH48の楽曲。小7が作詞、羅龍傑が作曲を手掛けた。2016年3月25日にSNH48のメジャー11枚目のシングルとして発売された。楽曲のセンターポジションは黄婷婷が務めた。

## EP収録トラック
| #  | タイトル                   | 作詞   | 作曲   | 編曲   | 時間  |
| -- | -------------------------- | ------ | ------ | ------ | ----- |
| 1. | 「源動力」(源动力)         | 小7    | 羅龍傑 | 羅龍傑 | 03:17 |
| 2. | 「心的旅程」(心的旅程)     | 淺紫   | 淺紫   | 謝維   | 03:28 |
| 3. | 「正義之手」(正义之手)     | 小7    | 羅龍傑 | 羅龍傑 | 03:57 |
| 4. | 「少女進化論」(少女进化论) | 陳立志 | 姜帆   | 謝維   | 03:41 |
| 5. | 「我想對你説」(我想对你说) | 小7    | James  | 阿亂   | 04:05 |
| 6. | 「媽咪媽咪哄」(妈咪妈咪哄) | 淺紫   | 都智文 | 都智文 | 03:56 |

## 選抜メンバー
| - 張語格 - 戴萌 - 孔肖吟 - 李宇琪 | - 黄婷婷 - 鞠婧禕 - 李藝彤 - 趙粵 | - 陸婷 - 張昕 - 許楊玉琢 - 邵雪聰 | - 宋昕冉 - 洪珮雲 - 張丹三 - 劉佩鑫 - 陳琳 |